# Het burgersalon
Het burgersalon is een schilderij uit 1881 van de Oostendse kunstschilder James Ensor (Oostende 1860 - Oostende 1949). Het olieverf op doek meet 132 x 108 cm en bevindt zich onder inventarisnummer 2735 in de collectie van het Koninklijk Museum voor Schone Kunsten Antwerpen.

## Context
Uit het werk van James Ensor blijkt meestal sterk zijn onvrede met het burgerlijke milieu – denk aan de tekeningen en schilderijen van maskers en skeletten. In Het burgersalon uit 1881 komt dit verzet nog niet tot uiting. Ensors salons zijn eerder gevoelige stillevens. Hij neemt daarmee deel aan een genre dat reeds van bij de opkomst van het realisme in de Belgische schilderkunst werd toegepast. Hij koos er steeds voor zijn figuren in hun vertrouwelijke omgeving te schilderen, wanneer ze bezig zijn met hun dagelijkse taken. Zijn vernieuwing lag echter in het feit dat hij de werken een impressionistische, modernere touch gaf.
Dit Burgersalon werd voorafgegaan door een studie in olieverf. Daarin verving hij de twee zittende figuren door een enkele figuur die voor een tafel staat. Waarschijnlijk was het zijn zuster die poseerde. Hierna schilderde Ensor ook nog eens een replica van Het burgersalon (Neuss, Clemens-Sels Museum). Dat schilderij heeft evenwel een heel andere toon en formaat.

## Beschrijving

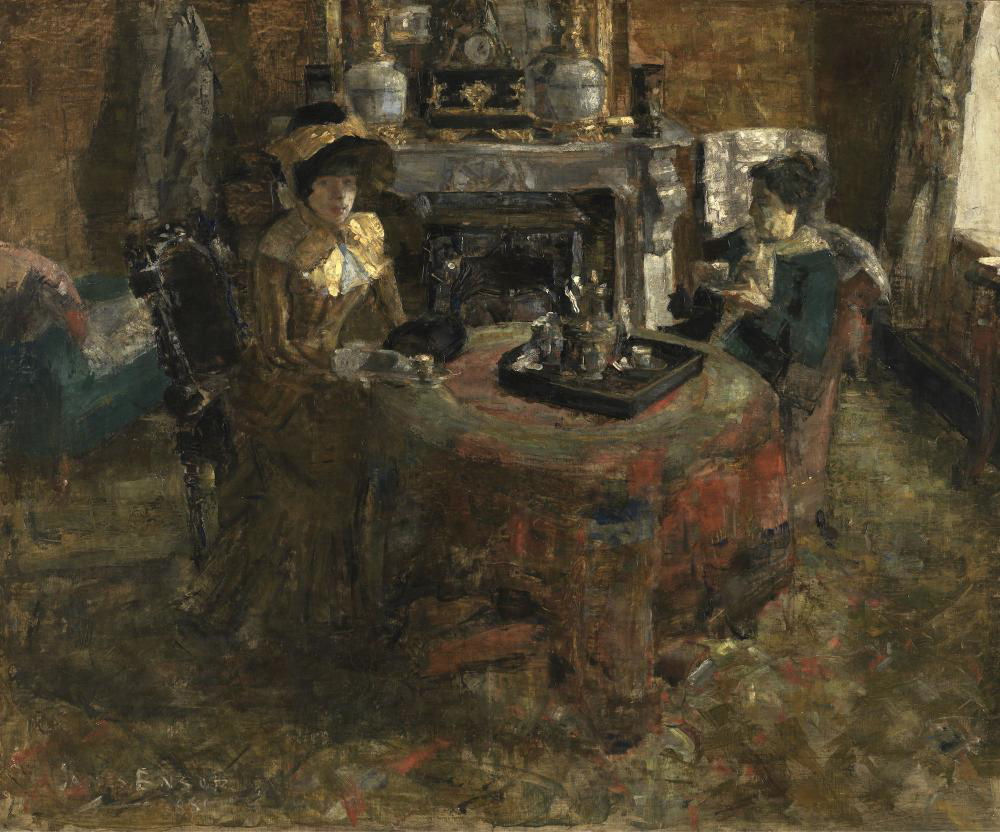
Namiddag in Oostende

Het decor voor dit Burgersalon uit zijn eerste periode (1881-1885) vormde de woonkamer in zijn ouderlijke huis, gelegen op de hoek van de Van Iseghem-boulevard en de Vlinderstraat te Oostende. De nadruk van het schilderij ligt op de slaperige sfeer die heerst ten huize Ensor na het drukke zomerseizoen. Die sfeer is ook terug te vinden in Namiddag in Oostende, eveneens behorend tot de Antwerpse collectie. Duidelijk is echter ook dat Ensor zich gevangen voelde in zijn eigen omgeving. De schemering, veroorzaakt door de zware gordijnen die het zonlicht filteren, geeft het salon een benauwd karakter. De rijke kleuren en pasteuze verflagen versterken deze atmosfeer.
Aanvankelijk konden noch het publiek, noch de critici Ensors vage, van alle details ontdane schilderijen appreciëren. Volgens E. Maréchal erkende men dat de kunstenaar de atmosfeer van zijn milieu goed kon weergeven in een “prachtig coloriet”, maar men verweet hem dat hij niet kon tekenen. Vandaag zijn kunstwetenschappers minder hard voor Ensor. Zo stelde de Vlaamse Topstukkenraad dat het schilderij een “bijzondere artistieke waarde” bezit omdat de kunstenaar er zijn eigen deprimerende kijk op het burgerlijke leven in toont. Het is een fictieve voorstelling, zonder amusante of sentimentele anekdotiek, waarin de “virtuoze Ensor” met “uiterst gevoelige blik” het licht en de kleuren vormgeeft. Mede doordat hij erin slaagde te werken zoals de Franse impressionisten, maar het werk toch niet reduceerde tot een loutere registratie van licht en kleur, beschouwt de Topstukkenraad dit werk als een schilderij met “grote waarde” voor het collectieve geheugen.

## Materiële aspecten

### Afmetingen
- 132 × 108 cm (Dagmaat)
- 134,9 × 111,3 cm (Volledig)
- 161 × 137 × 8,5 cm, 26kg (Inclusief lijst)

### Signaturen
- JAMES ENSOR 1881
  - Plaats: recto, links onder
  - Type: handschrift
  - Lettertype: kapitaal
  - Auteur: James Ensor
  - Datum: 1881

## Provenance
Het werk was achtereenvolgens in het bezit van Michel Bonnet, Ernest Rousseau, Zunz, Henri Jooris en Lieve Jooris. Die laatste verkocht het aan het KMSKA. Walther Vanbeselaere, voormalig hoofdconservator van het Koninklijk Museum voor Schone Kunsten, schreef daarover in het jaarboek van 1973 het volgende:
“Dit was het enige belangrijk werk van Ensor, uit zijn donkere tijd, behorend tot een Franse collectie. Dank zij onze Ensor-retrospectieve van 1951 kon het aangeworven worden. De eigenaar was zo gelukkig om de verkoop, dat hij ons een gastronomische lunch aanbood!”

## Referentielijst
1. ↑  Els Maréchal, in Vouwblad Educatieve Dienst Koninklijk Museum voor Schone Kunsten Antwerpen. James Ensor, p. 2; Norbert Hostyn, in James Ensor, 1990, p. 121-123.
2. 1 2  Norbert Hostyn, in James Ensor, 1990, p. 121-123.
3. ↑  Cat. 55, 1881, Antwerpen, KMSKA, Nr. 1852.
4. 1 2  Els Maréchal, in Vouwblad Educatieve Dienst Koninklijk Museum voor Schone Kunsten Antwerpen. James Ensor, p. 2.
5. ↑  Topstukken, 2007.
6. ↑  Walther Vanbeselaere in Aanwinsten tijdens de ambtsperiode 1948-1972, in Jaarboek van het Koninklijk Museum voor Schone Kunsten, 1973, p. 55.